# Somalijski Komitet Olimpijski
Somalijski Komitet Olimpijski (SNOC) (ang. Somali National Olympic Committee) – somalijskie stowarzyszenie związków i organizacji sportowych. Zajmuje się przede wszystkim organizacją udziału reprezentacji Somalii w igrzyskach olimpijskich oraz upowszechnianiem idei olimpijskiej, promocją sportu i reprezentowaniem somalijskiego sportu w organizacjach międzynarodowych, w tym w Międzynarodowym Komitecie Olimpijskim.

## O komitecie
Somalijski Komitet Olimpijski powstał w 1959, a do Międzynarodowego Komitetu Olimpijskiego przyjęto go w 1972.
Somalia wystąpiła po raz pierwszy na igrzyskach w Los Angeles w 1972 i z przerwami startują w nich do dziś. SNOC do tej pory (po IO 2012) wysyłał na igrzyska wyłącznie lekkoatletów (było ich łącznie 20). Żaden z nich nie zdobył medalu olimpijskiego, najlepsze wyniki osiągał Abdi Bile.
W Somalijskim Komitecie Olimpijskim zrzeszonych jest 18 związków sportowych. W 2016 przewodniczącym komitetu był Abdullah Ahmed Tarabi, zaś sekretarzem Duran Ahmed Farah. Wiceprzewodniczącym był Ahmed Hassan Abdi, drugim wiceprzewodniczącym Ibrahim Abukar Shamo, zaś skarbnikiem Mohamed Abdo. Ponadto w skład władz stowarzyszenia wchodził dwunastoosobowy zarząd.